# Quakenbrück
Quakenbrück is een gemeente in de Duitse deelstaat Nedersaksen. De gemeente maakt deel uit van de Samtgemeinde Artland in het Landkreis Osnabrück. Quakenbrück telt 13.546 inwoners.
Quakenbrück werd gesticht rond 1234 en trekt enig toerisme vanwege zijn schilderachtige binnenstad met oude vakwerkhuizen.

## Partnersteden
- Alençon, in het Franse departement Orne (regio Laag-Normandië).
- Conway (Arkansas), in de Amerikaanse staat Arkansas, en bestuurlijk vallend onder Faulkner County.
- Dobre Miasto, in het Poolse woiwodschap Ermland-Mazurië, gelegen in de powiat Olsztyński.
- Wesenberg (Mecklenburg), in de Duitse deelstaat Mecklenburg-Voor-Pommeren, deel uitmakend van het Landkreis Mecklenburgische Seenplatte.